# Hood
Hood – jednostka osadnicza w Stanach Zjednoczonych, w stanie Kalifornia, w hrabstwie Sacramento.